# سی‌ال‌اس هلدینگ
سی‌ال‌اس هلدینگ (انگلیسی: CLS Holdings) شرکت هلدینگ بریتانیایی است، که در سال ۱۹۸۷ تأسیس شد.